# Battaglia di Fleurus (1622)
La battaglia di Fleurus (29 agosto 1622) si svolse nel corso della fase boema della Guerra dei trent'anni, e vide coinvolti un esercito protestante tedesco al servizio delle Province Unite, e un'armata spagnola al comando di Gonzalo Fernández de Córdoba. Lo scontro si risolse in una vittoria tattica per gli spagnoli, che inflissero perdite molto pesanti agli avversari; tuttavia, le residue forze protestanti costrinsero gli spagnoli ad abbandonare l'assedio della città olandese di Bergen op Zoom.

## Eventi che condussero alla battaglia
La sconfitta delle forze protestanti nella battaglia di Höchst del 22 giugno 1622 e la loro ritirata verso l'Alsazia aveva lasciato le terre dell'Elettore Palatino Federico V nelle mani delle forze spagnole e della Lega Cattolica che operavano nella regione. Federico fu quindi costretto a sciogliere l'esercito, e le forze al comando di Cristiano di Brunswick e del conte Ernst von Mansfeld passarono al servizio delle Province Unite, che intendevano soccorrere la fortezza di Bergen op Zoom, assediata dalle forze spagnole di Ambrogio Spinola.
Le forze protestanti partirono dall'Alsazia e raggiunsero i Paesi Bassi spagnoli con una marcia forzata che le vide attraversare la Francia settentrionale. Le forze di Spinola si trovarono a questo punto in una difficile situazione, in quanto un esercito olandese si stava assemblando a Breda, ad est della sua posizione, e le due armate avversarie potevano convergere e accerchiare gli spagnoli. Venne quindi richiamato l'esercito spagnolo operante nel Palatinato, al comando di Gonzalo Fernández de Córdoba (da non confondere con l'omonimo comandante spagnolo del sec. XVI, detto El gran Capitan); egli intraprese una difficile marcia attraverso il Lussemburgo e le Ardenne, riuscendo ad intercettare le forze protestanti di Cristiano e Mansfeld ai confini del Brabante.

## Svolgimento della battaglia

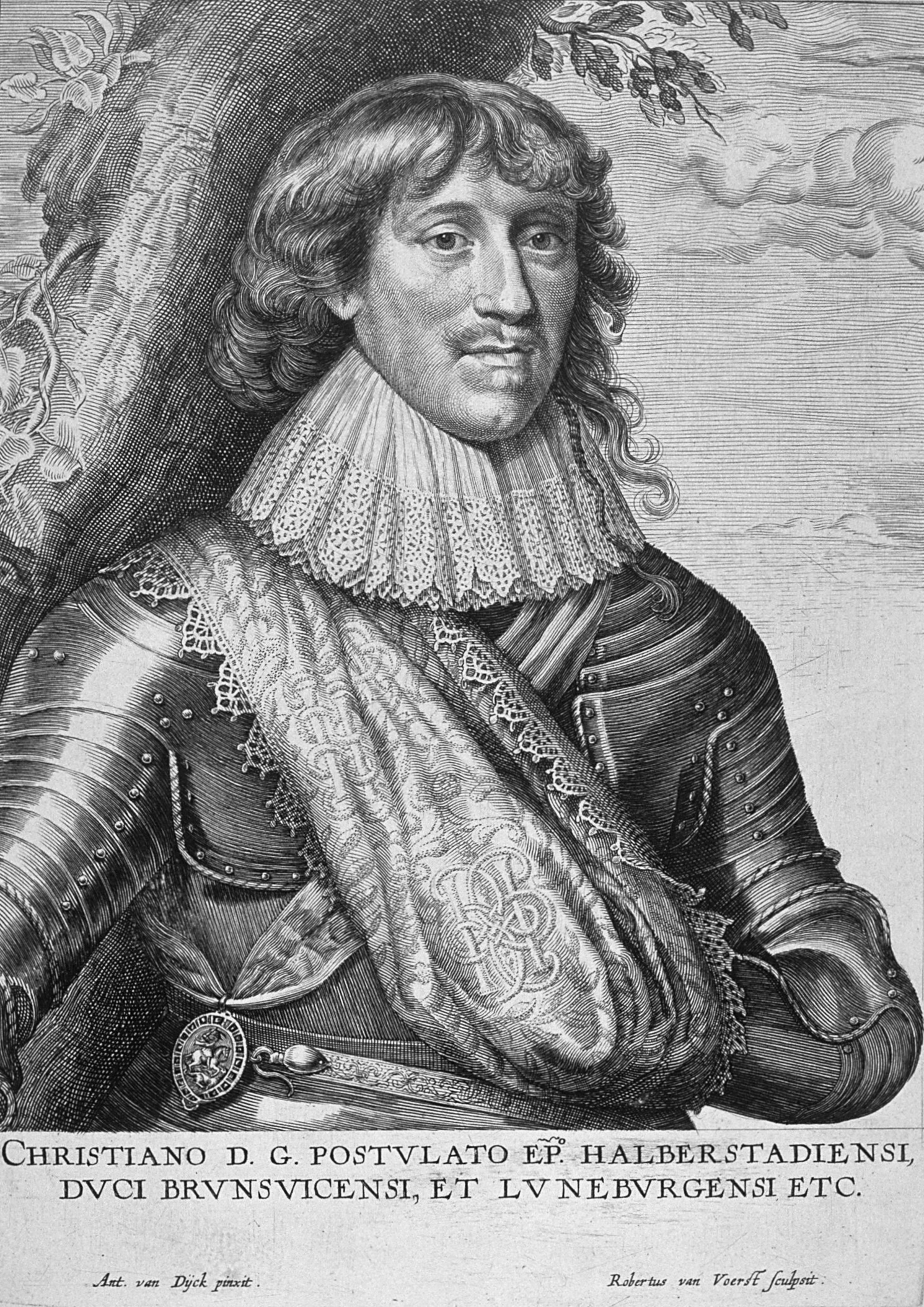
Cristiano di Brunswick, comandante protestante. La battaglia gli costò la perdita di un braccio.

L'avanguardia protestante incontrò le pattuglie di cavalleria spagnole il 27 agosto, ed il 29 si imbatté nell'esercito di Córdoba che si era trincerato in una posizione di blocco a nord-est della cittadina di Mellet, vicino a Fleurus, con i fianchi coperti da foreste e boscaglia; le forze protestanti si disposero per spezzare il fronte avversario e passare il blocco (per una descrizione dettagliata della disposizione e dell'entità numerica degli eserciti, vedi più avanti gli ordini di battaglia).
Dopo un breve scambio di artiglieria, Mansfeld ordinò un assalto generale alle posizioni spagnole; tuttavia la fanteria protestante, poco disciplinata e addestrata, perse la formazione durante l'avanzata, e la cavalleria spagnola dell'ala sinistra sfruttò alcuni varchi aperti nel fronte avversario, mettendo in rotta un battaglione. La cavalleria protestante su quell'ala contrattaccò rapidamente, e, anche a causa di un ordine errato che fece smontare i cavalieri spagnoli, riuscì a infliggere pesanti perdite al nemico con il fuoco delle pistole, costringendo gli spagnoli ad arretrare e a porsi al riparo dietro i carri delle salmerie.
Nel frattempo, all'ala opposta, Cristiano di Brunswick, nell'impossibilità di aggirare il nemico a causa della protezione delle foreste, tentò di scardinarne le posizioni con un assalto di cavalleria su larga scala; il primo tentativo si rivelò tuttavia inutile, mentre una seconda carica riuscì faticosamente a scacciare i cavalieri Valloni che la contrastavano. A questo punto entrambe le ali protestanti tentarono di attaccare la fanteria spagnola, ma i tercio ressero sia all'assalto della fanteria protestante sul fronte, sia agli attacchi di cavalleria sui fianchi; durante uno di questi, Cristiano fu ferito ad un braccio, e la cavalleria, sottoposta ad un pesante fuoco proveniente dalla boscaglia, si ritirò in disordine. Dopo cinque ore di aspri combattimenti, a mezzogiorno circa, Mansfeld ordinò una ritirata generale, con l'intenzione di dirigersi verso Liegi, e raggiungere poi Breda aggirando le forze di Córdoba.
Le forze spagnole erano troppo provate per inseguire il nemico, ma il giorno seguente Córdoba inviò la cavalleria sotto il comando di Gauchier ad incalzare i protestanti; egli sorprese le forze avversarie lungo la strada, con la fanteria sul retro separata dalla cavalleria; in colonna di marcia, e impossibilitata ad assumere una formazione difensiva, la fanteria protestante fu in gran parte massacrata, e l'artiglieria e le salmerie caddero nelle mani degli spagnoli.

### Mappe della battaglia

Fase 1: avanzata protestante
Fase 2: tentativo di sfondamento
Fase 3: ritirata protestante

## Conseguenze
Le forze rimanenti di Cristiano di Brunswick (che perse un braccio) e di Mansfeld, circa 3 000 uomini, quasi tutti di cavalleria, furono alla fine in grado di raggiungere Breda; Spinola fu costretto a levare l'assedio, ma, non più in immediato pericolo, poté mettere in salvo il treno di artiglieria e le munizioni. Le indisciplinate truppe protestanti rimasero al servizio delle Province Unite per soli tre mesi, prima di essere congedate.

## Ordini di battaglia
Di seguito sono riportati gli ordini di battaglia dei due eserciti coinvolti nello scontro.

### Esercito protestante
| Ala sinistra (comandante: Cristiano di Brunswick) | Centro (comandante: Mansfeld)                                                                           | Ala destra (comandante: Streiff)        |
| ------------------------------------------------- | --- | --------------------------------------- |
| 50 compagnie di cavalleria su due linee           | 26 reggimenti di fanteria sottorganico, riuniti in 8 battaglioni, disposti a scacchiera su doppia linea | 10 compagnie di cavalleria su due linee |

Secondo alcune testimonianze dell'epoca, le truppe protestanti alla partenza dall'Alsazia sarebbero state 25 000, ma a causa della marcia e degli scontri con i contadini valloni, solo 14 000 giunsero alla battaglia.
La cavalleria protestante era di buona qualità, ben disciplinata e motivata, pesantemente corazzata, in buona parte proveniente dalla piccola nobiltà; la fanteria era equipaggiata in maniera piuttosto povera, e soffrì molto durante la marcia.

### Esercito spagnolo
| Ala sinistra (comandante: de Sylva)    | Centro (comandante: Gonzalo Fernández de Córdoba) | Ala destra (comandante: Gauchier)                                      |
| -------------------------------------- | --- | ---------------------------------------------------------------------- |
| 4 squadroni di cavalleria su due linee | Varie unità raggruppate in quattro squadroni, disposti su una linea singola: 1° Escuadron Tercio di Napoli (16 compagnie, italiani) Tercio Balanzon (2 compagnie, borgognoni) Tercio Verdugo (15 compagnie, valloni) 2° Escuadron Reggimento Isenburg (10 compagnie, tedeschi del basso Reno) Reggimento Emden (1 compagnia, tedeschi del nord) 4 compagnie libere (francesi) 3° Escuadron Tercio di Capua (14 compagnie, italiani) 4° Escuadron Reggimento Fugger (7 compagnie, tedeschi) | 800 moschettieri tra gli alberi 5 squadroni di cavalleria su due linee |

La cavalleria spagnola era organizzata in 53 piccole compagnie, riunite in squadroni di entità variabile; di queste compagnie, 29 erano formate da corazzieri e 24 di archibugieri a cavallo. Ad eccezione di 4 compagnie di corazzieri, le restanti forze di cavalleria erano composte da reclute vallone arruolate tra il 1621 ed il 1622; Córdoba, considerate anche le loro scarse prestazioni nella battaglia di Wimpfen, decise di non farvi grande affidamento per la protezione dei propri fianchi.
La fanteria era di qualità variabile: il Tercio di Napoli era un'unità veterana, che aveva combattuto superbamente a Wimpfen, e Córdoba assegnò a questa formazione la posizione d'onore sulla destra, a cavallo della strada; anche il Tercio Verdugo e il reggimento Fugger erano unità veterane, mentre il resto della fanteria era composta di reclute di qualità più bassa.